# Anthony Perkins
Anthony Perkins (New York, 4 aprile 1932 – Los Angeles, 12 settembre 1992) è stato un attore, regista, sceneggiatore e cantante statunitense, conosciuto soprattutto per il ruolo di Norman Bates nel film Psyco di Alfred Hitchcock e nei suoi tre sequel.

## Biografia

### Primi anni
Anthony Perkins nacque a New York, figlio di Janet Rane Esselstyn e dell'attore teatrale e cinematografico Osgood Perkins. Studiò alla Brooks School di North Andover, alla Buckingham Browne & Nichols di Cambridge in Massachusetts, frequentò la Columbia University e il Rollins College di Winter Park (Florida). Nel 1942, alla morte del padre, si era trasferito a Boston.

### Carriera
Il primo film interpretato da Perkins fu L'attrice (1953), girato mentre era studente alla Columbia. Per la seconda pellicola, La legge del Signore (1956), fu premiato con un Golden Globe quale miglior attore emergente e ottenne una candidatura all'Oscar. In seguito lanciò tre album di musica pop nel 1957 e nel 1958 con la Epic Records e la RCA, sotto il nome di Tony Perkins. Il suo singolo Moon-Light Swim fu un successo negli Stati Uniti e raggiunse la 24ª posizione della Billboard Hot 100 nel 1957.
Nel 1958 diede prova del suo talento musicale nel film Bella, affettuosa, illibata cercasi.... Dopo nuove acclamate prestazioni sia al cinema sia a Broadway, interpretò la parte di Norman Bates in Psyco (1960) di Alfred Hitchcock. Questo ruolo e i molti sequel del film influenzarono gran parte della sua restante carriera.
Sull'onda del successo di Psycho, Perkins ebbe una brillante carriera in Europa: nel 1961 vinse il premio come miglior attore al Festival di Cannes per Le piace Brahms? di Anatole Litvak, accanto a Ingrid Bergman, e l'anno seguente interpretò Joseph K. nel Processo (1962) di Orson Welles, adattamento cinematografico del romanzo omonimo di Franz Kafka. Tornato negli Stati Uniti, assunse il ruolo di un giovane assassino disturbato in Dolce veleno (1968). Interpretò poi Chaplain Tappman in Comma 22 (1970). Perkins scrisse inoltre, insieme al compositore e paroliere Stephen Sondheim, la sceneggiatura del film Un rebus per l'assassino (1973), per il quale ottenne l'Edgar Award 1974 della Mystery Writers of America per la migliore sceneggiatura cinematografica. Nel 1974 partecipò ai film Lovin' Molly e Assassinio sull'Orient Express, entrambi diretti da Sidney Lumet. Nel 1984 apparve nel film China Blue di Ken Russell. Tornò al ruolo di Norman Bates nei sequel Psycho II (1983), Psycho III (1986), che diresse, e Psycho IV (1990). Nel 1989 fu protagonista del film Dr. Jekyll e Mr. Hyde: sull'orlo della follia.
Fra le opere teatrali interpretate a Broadway si ricordano il musical Greenwillow (1960) di Frank Loesser, e Romantic Comedy (1979) di Bernard Slade, che interpretò al fianco di Mia Farrow. La vita di Perkins fu meticolosamente documentata nella biografia Split Image: The Life of Anthony Perkins scritta da Charles Winecoff nel 1996.

### Morte
Morì di AIDS a Los Angeles il 12 settembre 1992, all'età di 60 anni. La vedova Berry Berenson morì l'11 settembre 2001 nell'attentato terroristico del volo American Airlines 11, schiantatosi sulla Torre Nord del World Trade Center. 

## Vita privata
Perkins ebbe relazioni con molti personaggi famosi, inclusi gli attori Rock Hudson e Tab Hunter, il ballerino Rudol'f Nureev, il compositore Stephen Sondheim e il coreografo Grover Dale. Con quest'ultimo ebbe una relazione di sei anni, al termine della quale Perkins decise di rivolgersi alla psicologa Mildred Newmon per sottostare ad alcune terapie di conversione atte a "curarlo" e renderlo eterosessuale.
Nel 1972 ebbe la sua prima esperienza con una donna, quando incontrò sul set l'attrice Victoria Principal. L'anno seguente, il 9 agosto 1973, si sposò con l'attrice e modella Berry Berenson. Perkins non rivelò la sua bisessualità se non solo quando era ormai quarantenne. La coppia ebbe due figli, l'attore Oz e il musicista Elvis.

## Filmografia

### Attore

#### Cinema
- L'attrice (The Actress), regia di George Cukor (1953)
- La legge del Signore (Friendly Persuasion), regia di William Wyler (1956)
- Prigioniero della paura (Fear Strikes Out), regia di Robert Mulligan (1957)
- L'uomo solitario (The Lonely Man), regia di Henry Levin (1957)
- Il segno della legge (The Tin Star), regia di Anthony Mann (1957)
- La diga sul Pacifico (This Angry Age), regia di René Clément (1957)
- Desiderio sotto gli olmi (Desire Under the Elms), regia di Delbert Mann (1958)
- Bella, affettuosa, illibata cercasi... (The Matchmaker), regia di Joseph Anthony (1958)
- Verdi dimore (Green Mansions), regia di Mel Ferrer (1959)
- L'ultima spiaggia (On the Beach), regia di Stanley Kramer (1959)
- In punta di piedi (Tall Story), regia di Joshua Logan (1960)
- Psyco (Psycho), regia di Alfred Hitchcock (1960)
- Le piace Brahms? (Goodbye Again), regia di Anatole Litvak (1961)
- Fedra (Phaedra), regia di Jules Dassin (1962)
- Il coltello nella piaga (Le couteau dans la plaie), regia di Anatole Litvak (1962)
- Il processo (Le procès), regia di Orson Welles (1962)
- Uno dei tre (Le glaive et la balance), regia di André Cayatte (1963)
- Una adorabile idiota (Une ravissante idiote), regia di Édouard Molinaro (1964)
- The Fool Killer, regia di Servando González (1965)
- Parigi brucia? (Paris brûle-t-il?), regia di René Clément (1966)
- Le scandale - Delitti e champagne (Le scandale), regia di Claude Chabrol (1967)
- Dolce veleno (Pretty Poison), regia di Noel Black (1968)
- Comma 22 (Catch-22), regia di Mike Nichols (1970)
- Un uomo oggi (WUSA), regia di Stuart Rosenberg (1970)
- Qualcuno dietro la porta (Quelqu'un derrière la porte), regia di Nicolas Gessner (1971)
- Dieci incredibili giorni (La décade prodigieuse), regia di Claude Chabrol (1971)
- Play It As It Lays, regia di Frank Perry (1972)
- L'uomo dai 7 capestri (The Life and Times of Judge Roy Bean), regia di John Huston (1972)
- Lovin' Molly, regia di Sidney Lumet (1974)
- Assassinio sull'Orient Express (Murder on the Orient Express), regia di Sidney Lumet (1974)
- Mahogany, regia di Berry Gordy (1975)
- Ricorda il mio nome (Remember My Name), regia di Alan Rudolph (1978)
- Rebus per un assassinio (Winter Kills), regia di William Richert (1979)
- The Black Hole - Il buco nero (The Black Hole), regia di Gary Nelson (1979)
- Il sogno di Laura (Twee vrouwen), regia di George Sluizer (1979)
- Attacco: piattaforma Jennifer (North Sea Hijack), regia di Andrew V. McLaglen (1980)
- Doppio negativo (Double negative), regia di George Bloomfield (1980)
- Psycho II, regia di Richard Franklin (1983)
- China Blue (Crimes of Passion), regia di Ken Russell (1984)
- Psycho III, regia di Anthony Perkins (1986)
- L'occhio della morte (Destroyer), regia di Robert Kirk (1988)
- Dr. Jekyll e Mr. Hyde: sull'orlo della follia (Edge of Sanity), regia di Gérard Kikoïne (1989)
- L'uomo della porta accanto (Der mann nebenan), regia di Petra Haffter (1991)
- Bersaglio tutto nudo (Los gusanos no llevan bufanda), regia di Javier Elorrieta (1992)

#### Televisione
- The Big Story – serie TV, 1 episodio (1953)
- Armstrong Circle Theatre – serie TV, 1 episodio (1954)
- The Man Behind the Badge – serie TV, 2 episodi (1954)
- General Electric Theater – serie TV, episodio 3x29 (1955)
- Windows – serie TV, 1 episodio (1955)
- Kraft Television Theatre – serie TV, 1 episodio (1956)
- Studio One – serie TV, 1 episodio (1956)
- Front Row Center – serie TV, 1 episodio (1956)
- Goodyear Television Playhouse – serie TV, 1 episodio (1956)
- ABC Stage 67 – serie TV, episodio 1x09 (1966)
- Play of the Month – serie TV, 1 episodio (1968)
- Che succede al povero Allan? (How Awful About Allan) – film TV (1970)
- First, You Cry – film TV (1978)
- I miserabili (Les Miserables), regia di Glenn Jordan – film TV (1978)
- I peccati di Dorian Gray (The Sins of Dorian Gray) – film TV (1983)
- For the Term of His Natural Life – miniserie TV, 2 episodi (1983)
- The Glory Boys – miniserie TV, 3 episodi (1984)
- Napoleone e Giuseppina (Napoleon and Josephine: A Love Story), regia di Richard T. Heffron – miniserie TV, 3 episodi (1987)
- Figlia delle tenebre (Daughter of Darkness), regia di Stuart Gordon – film TV (1990)
- Vestito che uccide (I'm Dangerous Tonight), regia di Tobe Hooper – film TV (1990)
- The Ghost Writer – film TV (1990)
- Psycho IV (Psycho IV: The Beginning), regia di Mick Garris – film TV (1990)
- Un grido nel buio (In the Deep Woods) – film TV (1992)

### Regista
- Psycho III (1986)
- Una fortuna da morire (Lucky Stiff) (1988)

### Sceneggiatore
- Un rebus per l'assassino (The Last of Sheila), regia di Herbert Ross (1973)

## Riconoscimenti
- Premio Oscar
  - 1957 – Candidatura al miglior attore non protagonista per La legge del Signore

## Doppiatori italiani
Nelle versioni in italiano dei suoi film, Anthony Perkins è stato doppiato da:
- Massimo Turci ne La diga sul Pacifico, Bella, affettuosa, illibata cercasi..., L'ultima spiaggia, In punta di piedi, Le piace Brahms?,[7] Fedra, Il coltello nella piaga, Il processo, Una adorabile idiota, Un uomo oggi, Che succede al povero Allan?, Qualcuno dietro la porta, Assassinio sull'Orient Express, Psycho II, Psycho III, Un grido nel buio
- Gianfranco Bellini ne La legge del Signore, Prigioniero della paura, L'uomo solitario, Il segno della legge, Desiderio sotto gli olmi, Verdi dimore, Parigi brucia?, Le scandale - Delitti e champagne, Vestito che uccide
- Dante Biagioni in The Black Hole - Il buco nero, Attacco: piattaforma Jennifer
- Roberto Del Giudice in Desiderio sotto gli olmi (ridoppiaggio), Psycho IV
- Massimo Lodolo in Lovin' Molly (doppiaggio tardivo), Sindrome di un assassinio
- Pino Locchi in Psyco
- Sandro Iovino in Comma 22
- Gino La Monica in Dieci incredibili giorni
- Oreste Lionello in L'uomo dai 7 capestri
- Dario Penne in I miserabili
- Elio Zamuto in Rebus per un assassinio
- Elio Pandolfi in China Blue
- Claudio De Davide in L'occhio della morte
- Sergio Di Stefano in Dr. Jekyll e Mr. Hyde: sull'orlo della follia
- Enrico Carabelli in La rosa d'Inghilterra
- Adolfo Lastretti in L'uomo della porta accanto